# Bičići
Bičići – wieś w Chorwacji, w żupanii istryjskiej, w gminie Barban. W 2011 roku liczyła 69 mieszkańców.